# 川島正次郎
川島 正次郎（かわしま しょうじろう、1890年〈明治23年〉7月10日 - 1970年〈昭和45年〉11月9日）は日本の政治家。旧姓柳原。栄典は従二位勲一等旭日桐花大綬章。衆議院議員当選14回、自治庁長官、行政管理庁長官等を歴任した。

## 概要
自治庁長官、行政管理庁長官、北海道開発庁長官、第18回オリンピック東京大会担当国務大臣、自民党幹事長、自民党副総裁を歴任。
閣僚としては軽量級ポストしか経験しなかったが、党の幹部としては重職を得た。川島派（交友クラブ）領袖であり、長く自由民主党副総裁として、自民党のナンバー2に君臨した。当選14回。

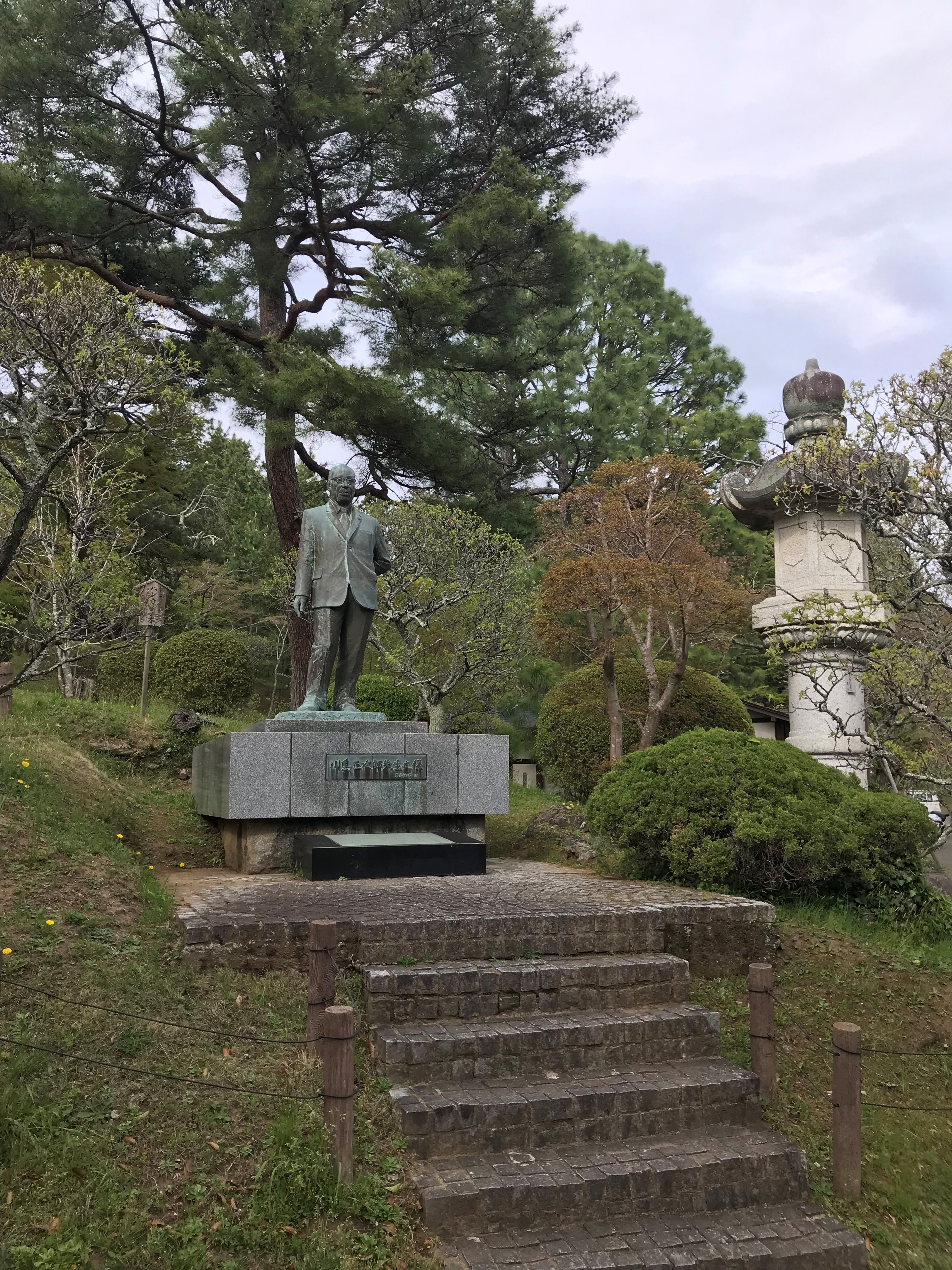
成田山新勝寺境内の像

専修大学総長、千葉工業大学理事長・会長、成田山奉賛会初代会長を歴任。
ナポレオン時代のフランスの政治家・ジョゼフ・フーシェに例えられ「江戸前フーシェ」や、「寝業師」、｢道中師｣、「おとぼけの正次郎」と渾名されたりもした。

## 来歴

### 生い立ち
千葉県東葛飾郡行徳町（現・市川市）に、柳原謙次郎・コウ夫妻の三男として生まれた。出生後すぐに母が死に、日本橋で鼈甲屋を営む川島才次郎の養子となったことから、東京府東京市日本橋区を出生地とすることもある。
小さな時から美少年で知られ、正次郎を養子に欲しいという芝居小屋の主人まで現われたという。
久松小学校（尋常小学校4年、尋常高等小学校4年）を卒業した時、中学への進学を希望したものの、養父才次郎から「鼈甲屋を手伝え」と命じられたため、一年間見習いとして働いた。しかし、学業への希望を捨てきれず、義母を説得して神田中学校の夜間学校と正則英語学校を経て、内務省の筆生として働きながら旧制専修大学経済学科に学んだ。
専修大学卒業後に内務省警保局に属官として入省し、警保局長であった永田秀次郎のもとで働いた。第13回衆議院議員総選挙を控えたある日、永田以下警保局の上司が皆出払っていたときに、内務大臣の後藤新平から連絡が入った。川島が用向きを大臣室に聞きに行くと、「全国各地から出馬する立候補者の一覧表を見たい」とのことで、川島が徹夜で資料を作成して提出したところ、後藤に高く評価されるようになった。川島自身も選挙の分析をとおして次第に選挙そのものに関心を抱くようになった。
寺内内閣の総辞職による後藤の退任・永田の貴族院転出に伴い、川島は図書課付きとなるが、永田の紹介により東京日日新聞政治部記者に転じた。ここで川島はゴーストップ事件での軍への批判などで名を上げた高石真五郎の指導を受け、原内閣の衆議院解散をスクープしたこともあった。
1920年（大正9年）に後藤が東京市長となると、第一助役となった永田の推挙により東京市長秘書となる。しかし秘書の業務が単調であったことから、川島が後藤に「なにか実りのある仕事をやらせてほしい」と申し出、さらに普段後藤が「大消費都市の東京市政にとって、中小商工業者の助成は重大な問題だ」と語っていたことからその仕事を希望したところ、東京市初代商工課長となった。ここで川島は中央卸売市場の創設に携わっている。

### 政治家へ
後藤が東京市長を辞すと、川島は東京市役所を去って多摩川水力電力会社の常務取締役となるが、1924年（大正13年）の第二次憲政擁護運動に伴う第15回衆議院議員総選挙に東葛飾郡から出馬。惜しくも落選であったが、京成電鉄創業者の本多貞次郎に肉薄し善戦した。
その後、川島は国民的人気がある後藤のもとで働いた実績や大学生弁士らを活用した選挙戦術を展開し、1928年（昭和3年）の第16回衆議院議員総選挙で晴れて初当選。立憲政友会に属し、まもなく院内幹事に抜擢される。しかし、同じ年に妻や養父が他界する不幸に合い、その後も実子や秘書を務めていた義理の甥を亡くすなど、身内の不幸が相次いだ。
苦労して学校を卒業した川島には有力なコネもなく、政治の表舞台に出る機会に恵まれなかったが、政友会の先輩の前田米蔵から「政界では欲を出さずに、ナンバー2でいるのが大切だ」とアドバイスされたことを契機に、以後ナンバー2の座を目指すようになる。
川島は政界入りした当初は森恪と、森の死後は前田と行動をともにした。1932年（昭和7年）に親交があった堀田正恒が海軍政務次官となった縁故により海軍参与官に就任し、陸軍に対抗しながら政党政治の再建を図った。1939年（昭和14年）の政友会分裂に際しては前田とともに革新派（中島知久平総裁）に属した。1942年（昭和17年）の翼賛選挙では非推薦で当選し、1945年（昭和20年）には大日本政治会の情報部長を務めた。
占領下では院内会派の無所属倶楽部に属したが、海軍参与官を勤めた経歴が祟ってまもなく公職追放となる。その間公刊され間もない『原敬日記』（乾元社 全9巻）を熟読、党人派としての生き方を模索した。追放解除後の1952年（昭和27年）に政界復帰。
1955年（昭和30年）、第2次鳩山内閣で自治庁長官と行政管理庁長官に任命され、当選9回目にしてようやく初入閣を果たす。鳩山内閣では保守合同を推進し、自民党の創設にも大きく関わった。1956年（昭和31年）には小選挙区制導入を狙う鳩山一郎首相の意を受けて、小選挙区法案（ハトマンダー）を提出するが、これは内務省時代以来、選挙制度に関する研究を続けてきた川島だからこそ出来た仕事だった。小選挙区法案は廃案となるが、川島はその仕事振りから自民党内でも一目おかれるようになった。

### ナンバー2への道
鳩山内閣退陣後は総裁選挙で岸信介政権の樹立に動き、岸内閣の下で自由民主党幹事長に就いている。川島は1960年（昭和35年）安保闘争を前にして動揺する党内の混乱をよく押さえつつ、小沢佐重喜を安保特別委員会委員長に起用して強行採決の段取りを進め、とにかく新安保条約の成立まで岸政権を守り抜いた。なお、川島はこのとき自衛隊の治安出動を検討していたという。安保条約に調印した岸は解散をもくろむが、これに猛反対し解散を断念させる。解散できなかった岸はそのまま総辞職に追い込まれた。
岸内閣総辞職後、党人派から大野伴睦と石井光次郎が自由民主党総裁選挙に名乗りを上げ、官僚派からは池田勇人が名乗りをあげていた。その頃、川島は岸派内で一定の勢力を有し、川島系といわれる川島に同調する議員10人ほどを連れて、大野支持に向かう様子をにおわせていた。川島は大野に対して「党人派が二分されると官僚派の池田に勝てないので、党人派は石井一本にまとめたほうがいい」と進言して、大野に総裁選を辞退させた。すると、手のひらを返したように川島は「大野を支援しようと思ったが、大野が辞退したので池田を支持する」と表明して池田支持に乗り換え、池田の総裁選出に寄与した。
1962年（昭和37年）10月岸派が解散すると、岸が派閥を福田赳夫に譲ることに反発し、荒舩清十郎等が尽力したこともあり、翌11月川島派「交友クラブ」を分派となった。
1964年（昭和39年）7月の自民党総裁選で池田の3選に貢献したことから、5月に病死した大野の後任として自民党副総裁に就任した。
同年11月に池田が病いで退陣に伴い、後継者に佐藤栄作を指名（池田裁定）を行った功績により、佐藤政権下でも自民党副総裁の地位を維持し（約1年間の空白を挟みつつ）没時まで自民党副総裁に在任し、常に与党ナンバー2の地位を保ち続けた。
1965年（昭和40年）9月に最高裁判所規則により発足した最高裁判所庁舎新営審議会の委員長を務め、欧米各国の庁舎デザインの調査をした。
1968年（昭和43年）に米国政府に沖縄返還を決定させたのが川島である事が、近年機密解除された米国公文書館の公文書により明らかになっている。
1970年（昭和45年）春、翌年の東京都知事選挙に向けた自民党候補者選考の頃から持病の喘息が悪化。療養のためハワイを訪れて静養、一時は回復を見たが、同年秋の総裁選での激務が川島の心身を疲労させることとなった。「佐藤栄作は次期首相の座を大蔵官僚出身の福田赳夫に譲ろうとしている」という情報をキャッチすると、川島は「岸・池田・佐藤と官僚出身者による内閣が続き、人心は官僚出身者に飽いている」として福田のライバルだった田中角栄を支持。田中が勢力を拡大するための時間を稼ぐため、1970年の自民党総裁選では福田への禅譲を考えていた佐藤を、川島副総裁、田中幹事長という立場で、総裁選に出馬させ佐藤政権の延命を図り、佐藤の機嫌を取りたい中間派を水面下で佐藤出馬支持にとりまとめた。結果として佐藤は三木武夫との一騎討ちに勝ち4選したが、政権末期の約一年間に求心力が急速に低下し事実上「禅譲」が不可能になった。（川島は）党人派政治家として田中に総理総裁への道を開いた。
総裁選から9日後の11月9日大田区山王の自宅にて、持病である気管支喘息の発作により急逝した。享年80。
11月13日に日本武道館で自民党葬が行われ、24日の衆議院本会議にて三宅正一により追悼演説が行われた。

## 人物

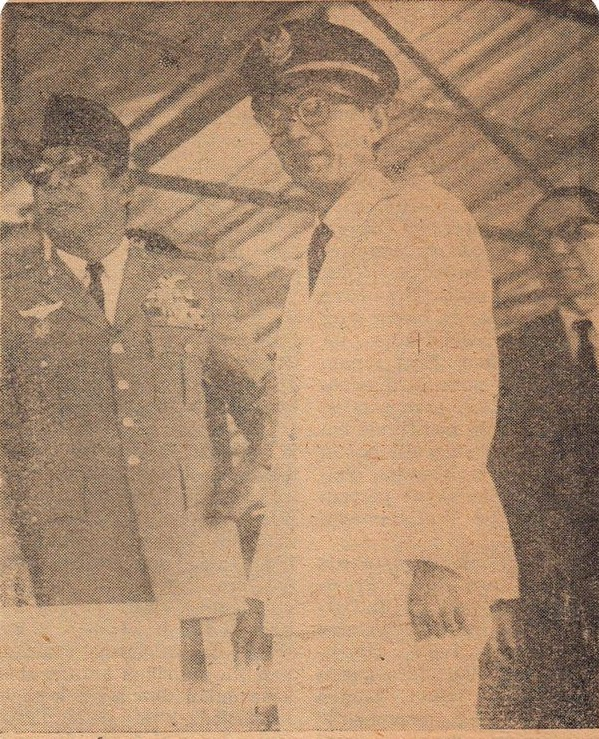
スカルノ大統領（左）とともに、フィリピンの発電所開所式に立ち会う川島 (右)

### 川島の派閥運営
川島の派閥運営は経済合理性が特徴であった。加入希望者が続出したにもかかわらず、川島は「資金集めが大変だから」という理由で自派を20名程度までしか増やさなかった。派閥成員17人ぐらいで大臣ポスト1つの割合で閣僚ポストを割り振るのが当時の人事慣行で、20人程度を擁していれば確実に大臣ポストを1つ確保できる上、派内の議員たちに効率よく満遍なく大臣ポストをまわせることを川島は知っていたのである。川島は自派の結束を固めつつ、常に党内のキャスティング・ボートを握る位置を確保し続けた。

### インフラ整備との関わり
第2次池田第1次改造内閣では北海道開発庁・行政管理庁の長官に就任すると共に、1964年東京オリンピック担当国務大臣を務め、その間にはオリンピック事業整備を進め、東海道新幹線・首都高速道路などのインフラストラクチャーを構築しながら、高度経済成長の仕組みを作り上げ、池田の「所得倍増論」実現も、この仕組みを作った川島の功績によるところが大きかった。
外務省に出向し香港領事を経験したことがある佐々淳行は、フィリピンへの「紐付き援助」からのキックバックが、川島の資金源であったとしている。

#### 成田空港問題
第2次池田内閣で首都圏整備委員会委員長を務めていたとき、東京国際空港（羽田空港）に代わる新たな国際空港開設が当初東京湾千葉県側での建設するプランで進められており、これを聞いた川島は「そりゃあ千葉県の開発になるなあ」と喜んでいたという。池田が外遊中の1962年11月16日には臨時首相代理を務めて第2国際空港建設方針を閣議で了承させている。なお、このとき川島は「最近、羽田空港のレーダー装置が再三故障し、飛行機の離着陸に支障をきたしているが早急に改善措置をとる必要がある」「運輸省は、新空港を船橋沖を埋め立てて建設する計画を検討していると言うが、船橋では航空管制、気象条件等が羽田とほとんど同じで新設の意義が薄い。むしろ東京近郊の埼玉、千葉、茨城三県の内陸に建設してはどうか」と発言している。
しかし、新空港の建設位置を巡って政府部内は紛糾し、国務大臣であった川島は運輸省=官僚派・建設省=党人派・千葉県の間を取り持つべく、1963年7月4日に綾部健太郎運輸相・河野一郎建設相・友納武人千葉県知事と4者協議を行った。このときは浦安案を推す綾部と木更津案を推す河野が激しく対立し口論となった。

同年8月27日に行われた2回目の4者協議で運輸省側から富里案が出されたときには、川島は「富里だって？1500戸の農家をどうやって移転させるのだ。羽田と管制塔を一緒にして浦安沖に作ったほうが有利だ」「たかが一人でがんばっている、九州の蜂の巣城でさえあれだけモメるんだ。富里の千五百戸もの農家をどうするんだ。自衛隊でも出して内乱を起こす気か」と内陸空港に否定的であり、東京湾の埋め立てによる空港建設を主張していた。

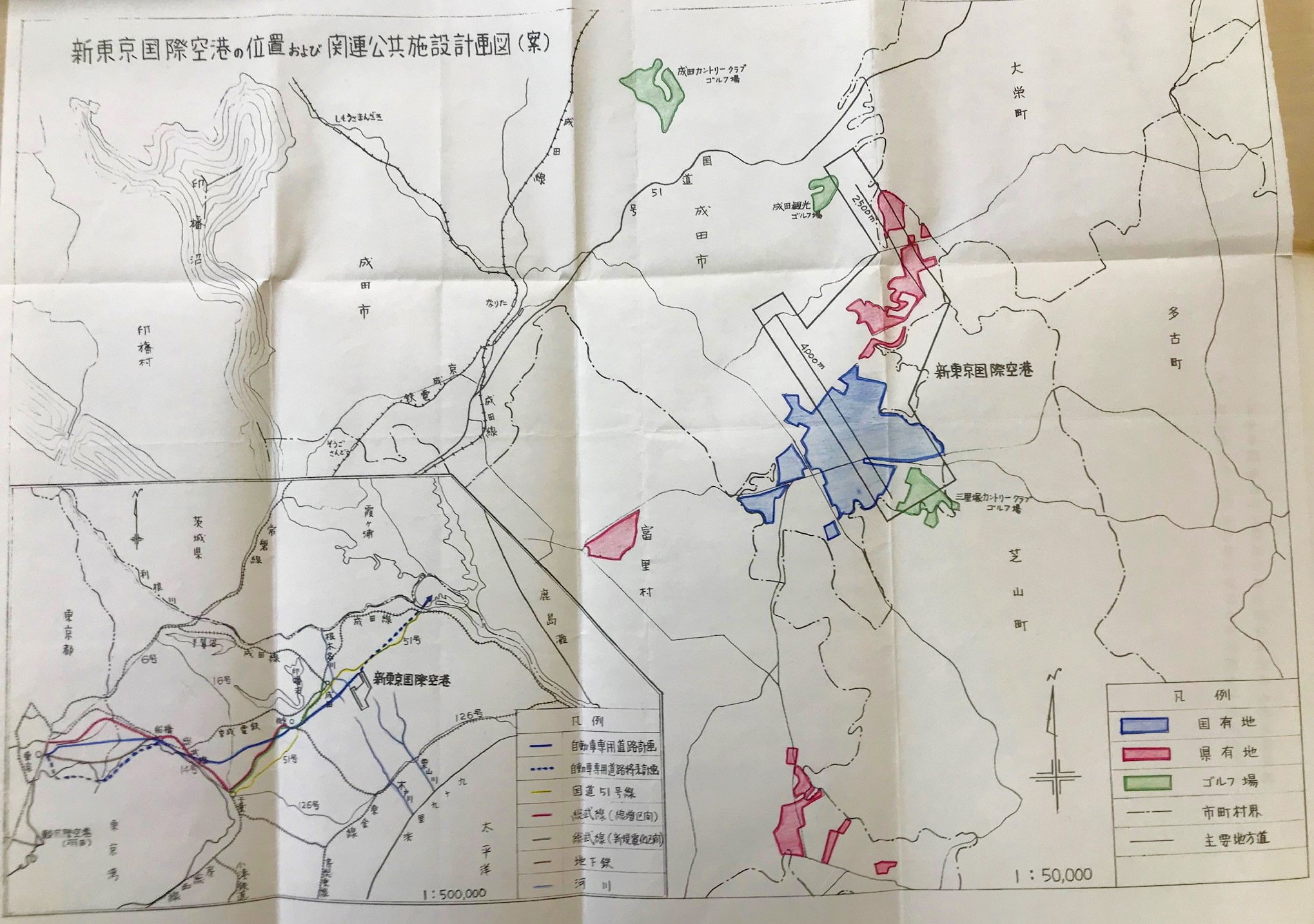
新東京国際空港（三里塚案）の計画図

1965年11月18日に政府は富里での新空港建設を内定するが、地元では大規模な反対運動が展開された。「富里一本やりの運輸省のアタマは固すぎる」「運輸省のやり方では新空港はつくれない。（運輸相の）中村君は政治を知らない」と批判した川島は、富里案を白紙に戻したうえでの建設地の再調査を主張し、羽田を縮小して沖合を埋め立てる木更津案を支持した。この立ち回りについて、川島は他の土地に動く可能性をほのめかして反対派の中でも条件闘争に近い考えを持っている層を切り崩そうとしたのではないかとの解釈もある。この主張の中で羽田も併用する前提で"つなぎ"の空港を建設して、急場をしのいではどうかという提案が出てきた。友納によれば、宮内庁から下総御料牧場を提供してもらえないかという議論が出てきたことから、川島が瓜生順良宮内庁次長を呼び出して尋ねたところ「皇室は空港問題に介入したくないが、三里塚の御料牧場は不便な点も多いので、よい代替地さえあれば移転したいと思っている」と答えたため、三里塚での空港建設計画が若狭得治運輸事務次官を通じて友納のもとに持ち込まれたのだという。
長引く富里での反対運動を受けて、政府と千葉県の間で水面下での調整が進められたが、富里内定直後に千葉県副知事であった川上紀一によれば、若狭得治運輸事務次官ら運輸官僚らが富里案をあくまで推していたのに対し、川島が自民党県連を通じて「これは富里はもう無理だから三里塚などはどうか」という案を出してきたという。なお川上は、その後の若狭運輸次官との会談で「自民党の三里塚案のほうが私としては受け入れやすい」と言ったかもしれないが、記憶が定かでないとしている。川島はこの三里塚案について事前に長谷川峻ら自民党政調会交通部会から進言を受けており、瓜生順良宮内庁次長に対して宮内庁下総御料牧場の提供について打診していたともいわれる。
日本社会党の金瀬俊雄は「あれは、友納（千葉県知事）と川島の芝居だ。三里塚には、川島の友人が経営していたゴルフ場がある。川島は一ホール一億円という値段を出した」と主張している。
1966年6月17日に、現在の成田国際空港が位置する成田市三里塚に建設地を移す交通部会の斡旋案や、木更津が不適とする中村寅太運輸相の報告を受けて、その経過を友納武人知事に伝える役割を担った。その翌週に三里塚案が地元住民の知るところとなり、三里塚闘争に発展する（→成田空港問題）。
なお、川島は小見川町長であった山本力蔵を口説いて、地元代表として新東京国際空港公団理事に就任させている。

##### 富里への空港誘致説
石原慎太郎や石井紘基が橋本登美三郎の証言を根拠に、新東京国際空港の建設地が一時富里になったのは、当初茨城県の利根川沿いが候補地であったところ、3選を狙う佐藤栄作が川島から総裁選での協力を得るために取引の対価として川島の選挙区に移されたからだと主張している。しかし、佐藤が3選を果たした総裁選はこれより3年後の1968年11月であるうえ（その間に1966年自民党総裁選が行われている）、池田政権期の1963年12月11日には既に運輸省航空審議会が富里を最有力候補として挙げていることなどから、この主張は時系列の整合が取れない。また、上述のとおり川島は富里案を打診された時には東京湾埋立による新空港建設を支持しており、川上副県知事が川島に問い合わせたところ、川島が「閣議協の内定は、自分は全く知らない。けしからぬことである」と語り、事前の相談を受けていない千葉県について「（運輸大臣との）会見を断ったのは当然である」と述べたとする証言とも矛盾する。更に、川島の選挙区である千葉県第1区には、富里も成田も含まれていない。

### 教育者、文化人として
川島は教育界の発展にも貢献している。母校・専修大学の総長となって、大学の発展に尽くしたという側面も持っている（開校時は専修大学と同一法人であった専修大学松戸高等学校の創立も、地元が松戸の川島の主導）。他に千葉工業大学の理事長も務めた。さらに中央学院大学設立に当たっては、川島の甥にあたる後の理事長となる平山善司からの要請によって我孫子市の土地のとりまとめを行ったのも、川島である。日本プロレスリングコミッショナーを始め、日本学生卓球連盟会長、日本ボウリング協議会総裁、日本消防協会会長、江戸消防記念会名誉会長、江戸火消防存会会長、畠山みどりの後援会長など教育、スポーツ、文化、芸能の振興にも尽力し各分野の要職を務めた。プロレス界には今でも「川島が務めていた頃のコミッショナーはお飾りではなかった」と評価する声がある。
1965年春に勲一等旭日大綬章を受章、没時に従二位に叙し勲一等旭日桐花大綬章を没後叙勲。

### 千葉県政界の重鎮
地元の千葉県では、県議会の長老で戦時中に行動をともにした川口爲之助を担いで初代民選県知事に押したて、追放中ながらもその腹心となった。後に参議院議員も務めた川口からその人脈を引き継いで、地元の有力議員として千葉県選出の国会議員や地方議員のまとめ役としても辣腕をふるった。松本清県議（マツモトキヨシ創業者）の松戸市長擁立を仕掛けたのは川島であると言われている。

## 死後
唯一の子供であった川島正孝（まさたか）を11歳で亡くしているため、選挙地盤を親族から継ぐものは無く、直系の県議だった染谷誠が国政転進で受け継ぐことになった。また、派閥「川島派」と呼ばれた交友クラブは後藤新平を通じて盟友となった椎名悦三郎が継承したが、椎名没後には解散した。一族からは姉千代の孫、平山秀善が川島の選挙区から県議選に出馬し、政治的基盤を受け継いだ。
2019年NHK大河ドラマ『いだてん〜東京オリムピック噺〜』では、浅野忠信が川島を演じたが、実在の人物でありながら、国政側の代表として現れ、1964年の東京オリンピック招致運動を混乱させる作中唯一の悪役として描かれている。

## 追悼出版
- 『川島正次郎　川島正次郎先生追想録編集委員会編』交友クラブ編、1971年（昭和46年）11月[注 4]
- 林政春 著、川島正次郎先生伝記刊行会 編『川島正次郎』花園通信社、1971年11月1日。NDLJP:12260241。
- 小畑伸一『政界一寸先は闇 　ある川島担当記者の手記』黄帆社、1972年（昭和47年）2月 - 地元関係者による評伝

## 関連出版
- 車田忠継『昭和戦前期の選挙システム　千葉県第一区と川島正次郎』日本経済評論社、2019年。ISBN 4818825360 - 政策研究
- 栗原直樹『田中角栄を総理にした男　軍師・川島正次郎の野望』青志社、2020年。ISBN 4865901035 - 評伝小説（ノンフィクションノベル）

## 政治語録
- 「政界一寸先は闇」
- 「要は勝つこと。負けた後に文句を言っても何の解決策にもなりませんよ」（大野下ろしに成功した直後のコメント）
- 「やはり野に置け蓮華草[注 5]」（荒舩清十郎が深谷駅問題で運輸大臣を辞任した際のコメント）
- 「70年代は自共対決の時代になる」

## 関連作品
- 『いだてん〜東京オリムピック噺〜』、2019年 NHK大河ドラマ、演：浅野忠信